# Proteinrening
Proteinrening innebär att isolera vissa proteiner ur en organism. När en cell har brustit finns det en mängd olika proteiner fria i blandningen. Det finns många likartade proteiner i en blandning, det komplicerade är att isolera dem från varandra, den processen kallas proteinrening. 

## Affinitetsrening
Affinitetsrening är en process av isolering av proteinkedjor. Proteiners biologiska egenskaper utnyttjas genom att de binder till en sorts förening liknande den som förekommer i cellen, dess originaluppförande. Föreningen proteinet skall binda till kan appliceras på urskiljbara objekt, till exempel gelkorn. Det för att efter proteinet har bundit till föreningen är det även bundit till gelkornet, vilket sedan kan avskiljas från resterande proteiner. Denna process fungerar även i komplexa blandningar där det finns många likartade proteiner. Dock är det en kostsam process då den kräver stora insatser i både personella och materiella former. 

## Användning
Proteiner används främst inom läkemedelsbranschen, till exempel insulintillverkning. Renhetsgraden varierar beroende på användningen, till medicin behövs en hög renhetsgrad då det skall injiceras in i kroppen och inte skada patienten. Även används enzymer mycket till medicin vilket medför att de skall ha hög renhetsgrad. Ett vanligt enzym är plasminogenaktivator (tPA från engelskans tissue plasminogen activator). Detta enzym förekommer i de processer i kroppen där blodproppar skall lösas upp. Kraven för att dessa substanser skall användas till medicin måste uppnå en renhetsgrad på 99,9 % vilket medför att det krävs avancerade reningsprocesser, därav de höga kostnaderna för denna from av medicin.